# Hwang Kyung-seon
Dans ce nom coréen, le nom de famille, Hwang, précède le nom personnel.
Pour les articles homonymes, voir Hwang.
Hwang Kyung-seon est une taekwondoïste sud-coréenne née le 21 mai 1986.

## Palmarès

### Jeux olympiques
- Athènes 2004
  -  Médaille de bronze en moins de 67 kg femmes.
- Pékin 2008
  -  Médaille d'or en moins de 67 kg femmes.
- Londres 2012
  -  Médaille d'or en moins de 67 kg femmes.

### Championnats du monde
- Médaille d'or en moins de 67 kg aux Championnats du monde 2005 à Madrid
- Médaille d'or en moins de 67 kg aux Championnats du monde 2007 à Pékin
- Médaille de bronze en moins de 67 kg aux Championnats du monde 2011 à Gyeongju, Corée du Sud